# 給烏克蘭人一個家
給烏克蘭人一個家計劃（英語：Homes for Ukraine Scheme）是由英國政府於2022年啟動的一項計劃，旨在為2022年俄羅斯入侵烏克蘭期间的烏克蘭難民通過英國政府、慈善機構或社交媒體等方式與願意提供住宿的英國民眾匹配以獲得住宿和簽證。截至5月17日，英國政府已從128,100份申請中簽發了107,400份簽證。但此計劃因速度、規模與缺乏保障難民安全的審核而受到慈善機構和聯合國難民署的批評。

## 背景
2022年2月24日，俄羅斯入侵烏克蘭，在戰爭爆發後的數月時間，便有超過610萬難民離開烏克蘭，爆發了歐洲自二戰以來最大的難民危機。但英國政府因接受的難民數量不如其他歐洲國家及被指延遲處理申請證件等而受到批評。3月11日，英國首相鮑里斯·強森表示正在規劃一項計劃以允許英國民眾把烏克蘭難民安置在家中。3月13日，地方發展、房屋及社區大臣高文浩表示願意安置難民的民眾將收到350英鎊的資助，而難民則會獲得一筆10500英鎊的援助。

## 實施
該計劃由地方發展、房屋及社區大臣高文浩負責，目的是讓烏克蘭難民通過英國政府、慈善機構或社交媒體等方式與願意為難民提供至少為期六個月的免租金空房或物業收留烏克蘭難民的英國民眾匹配，匹配到的難民則可以入境英國，而寄宿家庭每月將獲得三百五十英鎊津貼。難民可在英國逗留三年，在逗留期間亦可以工作及享用公共服務和國家福利。而兒童難民將能夠就讀當地學校，教育部亦為幫助他們適應英國的生活而提供被翻譯成烏克蘭語及俄語的在線課程。

## 爭議
聯合國難民署表示許多報告指出乌克兰妇女在“给乌克兰人一个家”赞助计划中受到提供庇護者的威脅，呼籲英國政府需要针对剥削制定适当的保障和审查措施，建立更合适的匹配程序，並為东道主在成为赞助者時提供适当的培训和信息”。慈善團體難民行動批評該計劃的資格僅包括烏克蘭國民及其直系親屬，將排除從烏克蘭流離失所的非烏克蘭人，以及政府缺乏對難民和東道主之間的配對服務的規管。慈善團體Refugees at Home的執行董事蘿倫·斯科特表示需要由东道主来指定難民而不是通過第三方進行匹配可能導致最需要的人将无法获得匹配。